# クレア・ボイラン
クレア・ボイラン（Clare Boylan、1948年4月28日 - 2006年5月17日）は、アイルランドのジャーナリスト、評論家。
ダブリンで生まれた。アイリッシュ・プレスでジャーナリストとしての活動をはじめた。
| スタブアイコン | サブスタブ | この項目は、まだ閲覧者の調べものの参照としては役立たない、文人（小説家・詩人・歌人・俳人・作詞家・作家・放送作家・随筆家（コラムニスト）・文芸評論家）に関連した書きかけの項目です。この項目を加筆・訂正などしてくださる協力者を求めています（P:文学/PJ:作家）。 |